# Accuse di corruzione nel calcio inglese del 2006
Nel 2006, molte accuse di corruzione furono mosse contro il calcio inglese, da fonti interne ed esterne al gioco.

## Accuse

### Gennaio - Manager
A gennaio 2006, l'allora tecnico del Luton Town, Mike Newell, e l'allora allenatore dei Queens Park Rangers, Ian Holloway, sono stati accusati di aver accettato delle bustarelle. The FA ha subito parlato con i due manager e ha avviato un'indagine.

### Settembre - BBC Panorama
Il 19 settembre 2006, il programma della BBC, Panorama, ha trasmesso un'inchiesta speciale sul calcio inglese, iniziata ad agosto 2005, intitolata Undercover: Football's Dirty Secrets.
Questo reportage ha mostrato agenti, allenatori ed alte cariche del calcio accettare bustarelle e inviti a cambiare squadra a giocatori sotto contratto con altri club.
Queste accuse includono:
- L'allora tecnico del Bolton Wanderers, Sam Allardyce, e il suo agente e figlio Craig, sono stati accusati di aver accettato delle bustarelle da alcuni procuratori, per acquistare determinati giocatori. Due agenti, Teni Yerima e Peter Harrison, sono stati filmati segretamente, mentre parlavano con i due Allardyce, che hanno sempre negato tutto.[4]
- L'allenatore del Portsmouth, Harry Redknapp, è stato filmato segretamente mentre parlava con Peter Harrison, discutendo sulla possibilità di acquistare Andy Todd, all'epoca del Blackburn Rovers, nonostante la FA non permetta questo tipo di azioni. Comunque, il programma ha mostrato soltanto un approccio di Harrison, con Redknapp che gli ha fornito delle risposte.
- L'allora membro dello staff del Portsmouth, Kevin Bond, al Newcastle United nel momento della trasmissione del programma, ha ricevuto proposte di corruzione da parte di Harrison. A causa di questo, Bond è stato licenziato dai Magpies.
- Il dirigente del Chelsea, Frank Arnesen, è stato filmato mentre ha cercato di acquistare un calciatore sotto contratto con un'altra squadra, Nathan Porritt del Middlesbrough. Queste azioni sono vietate dalla FA, ma il Chelsea non è stata l'unica squadra ad esserne coinvolta: anche il Newcastle United e il Liverpool sono stati accusati.[5]
- Peter Harrison, agente, è stato accusato di aver tentato di corrompere Sam e Craig Allardyce, in cambio di trasferimenti sicuri al Bolton. Harrison è un agente della FIFA.
- Tre acquisti del Bolton sono stati indicati come direttamente dipendenti dalle bustarelle: il difensore Tal Ben Haim, il centrocampista Hidetoshi Nakata e il portiere Ali Al-Habsi, in cambio di segreti pagamenti a Craig Allardyce. Craig, che ha lasciato il business nell'estate 2006, ha dichiarato ai giornali che, a causa di questo scandalo, è costato al padre il posto di allenatore dell'Inghilterra.
- L'agente Charles Collymore ha dichiarato che molti personaggio ricevono bustarelle. Successivamente, ha fatto il nome dell'allenatore del Luton Town, Newell.

### Settembre - Telegraph Sport
Il 26 settembre 2006, il Telegraph Sport ha insinuato che, nel trasferimento di Ben Haim al Bolton, una parte di soldi sono andati ad un procuratore che non doveva far parte della trattativa, Jamie Hart. È ora confermato che anche il procuratore David Abu ha ricevuto una parte di quella somma. Craig Allardyce, personaggio chiave del documentario di Panorama, ha ricevuto dei soldi ma il presidente del Bolton, Phil Gartside, ha confermato di non saperne nulla.

## Reazioni
Il 3 marzo 2006, la FA ha aperto un'inchiesta e l'ha affidata a John Stevens, ex commissario della Metropolitan Police Service e, in passato, a capo di un'indagine sul cricket. Le iniziali conclusioni dell'inchiesta sono state rivelate a dicembre 2006.
Il 20 settembre 2006, la FA ha chiesto alla BBC di fornire tutte le informazioni raccolte, per effettuare degli accertamenti. Soprattutto, si è investigato sugli illegali approcci a calciatori sotto contratto, che hanno coinvolto Frank Arnesen, Liverpool, Newcastle United e Harry Redknapp. Sono state controllate anche le azioni dei procuratori nei confronti delle società.

## Stevens report
Il 2 ottobre 2006, è stato annunciato che dalle investigazioni di John Stevens, sono emersi trentanove trasferimenti sospetti.

### Bolton Wanderers
- Ali Al-Habsi (trasferimento a parametro zero dal Lyn Oslo - 7 gennaio 2006)
- Tal Ben Haim (trasferimento a parametro zero dal Maccabi Tel Aviv - 29 luglio 2004)
- Blessing Kaku (trasferimento a parametro zero dal Moadon Sport Ashdod - 24 agosto 2004)
- Júlio César (trasferimento a parametro zero dal Real Valladolid - 25 luglio 2004)

### Chelsea
- Didier Drogba (trasferimento in cambio di ventiquattro milioni di sterline dall'Olympique de Marseille - 20 luglio 2004)
- Petr Čech (trasferimento in cambio di sette milioni di sterline dal Rennes - 1º giugno 2004)
- Michael Essien (trasferimento in cambio di ventiquattro milioni di sterline dall'Olympique Lyonnais - 19 agosto 2005)

### Middlesbrough
- Fábio Rochemback (trasferimento a parametro zero dallo Sporting - 31 agosto 2005)
- Yakubu Aiyegbeni (trasferimento in cambio di sette milioni di sterline dal Portsmouth - 4 luglio 2005)

### Newcastle United
- Albert Luque (trasferimento in cambio di otto milioni di sterline dal Deportivo de La Coruña - 26 agosto 2005)
- Emre Belözoğlu (trasferimento in cambio di quattro milioni di sterline dall'Inter - 14 luglio 2005)
- Jean-Alain Boumsong (trasferimento in cambio di otto milioni di sterline dai Rangers - 1º gennaio 2005)
- Amdy Faye (trasferimento in cambio di due milioni di sterline dal Portsmouth - 25 gennaio 2005)

### Portsmouth
- Collins Mbesuma (trasferimento a parametro zero dai Kaizer Chiefs - 1º agosto 2005)
- Benjani Mwaruwari (trasferimento in cambio di quattro milioni di sterline dall'Auxerre - 6 gennaio 2006)
- Aliou Cissé (trasferimento in cambio di trecentomila sterline dal Birmingham City - 6 agosto 2004)

## Arresti di novembre 2007
Il 28 novembre 2007, è stato riportato dalla BBC che Harry Redknapp, Peter Storrie, Milan Mandarić, Amdy Faye e Willie McKay sono stati arrestati dalla polizia londinese, in relazione alle accuse di corruzione.

## Investigazioni del 2008
La polizia ha continuato ad investigare anche nel 2008 ed ha arrestato due dirigenti del Birmingham City, Karren Brady e David Sullivan, a marzo. Ad aprile, però, sono stati rilasciati.